# Елизавета София Саксен-Альтенбургская
Елизавета София Саксен-Альтенбургская (нем. Elisabeth Sophia von Sachsen-Altenburg; 10 октября 1619, Галле — 20 декабря 1680, Гота) — принцесса Саксен-Альтенбургская из эрнестинской линии Веттинов, в замужестве герцогиня Саксен-Готская.

## Биография
Елизавета София — единственный ребёнок в семье герцога Саксен-Альтенбурга Иоганна Филиппа и его супруги Елизаветы Брауншвейг-Вольфенбюттельской, дочери герцогаГенриха Юлия Брауншвейг-Вольфенбюттельского. 24 октября 1636 года в Альтенбурге Елизавета София вышла замуж за Эрнста I Благочестивого, который в 1640 году получил титул герцога Саксен-Готского. Приданое Елизаветы Софии составило 20 тыс. гульденов, в обеспечение которого был заложен амт Росла. В качестве вдовьих владений для Елизаветы Софии были определены амты Капеллендорф и Берка, а также так называемый Садовый дом в Веймаре.
Поскольку действовавшим в Саксен-Альтенбурге правом не предусматривалось наследование власти преемниками женского пола, после смерти отца Елизаветы Софии в 1639 году в Саксен-Альтенбурге правил его брат Фридрих Вильгельм II. Дядя Елизаветы Софии умер в 1669 году, и ему наследовал его малолетний сын Фридрих Вильгельм III, который также умер в возрасте 15 лет в 1672 году. Со смертью Фридриха Вильгельма III прервалась старшая линия дома Саксен-Альтенбурга по мужской линии, и Елизавета София стала главной наследницей владений.
Её супруг Эрнст Благочестивый заявил о своих претензиях на наследство, имея на то два основания: во-первых, он сам как представитель эрнестинской линии Веттинов приходился родственником угасшему герцогскому дому, во-вторых, он представлял требования своей супруги. Саксен-Веймар также выступил претендентом на наследство, и Саксен-Альтенбург подвергся разделу, причём львиная часть наследства включая город-резиденцию Альтенбург перешла Саксен-Готе. Тем самым была основана новая эрнестинская линия Саксен-Гота и Альтенбург, просуществовавшая до 1825 года.
Елизавета София пережила своего супруга на пять лет и получила вследствие изменения соглашения о вдовьих владениях от 1640 года амты Райнхардсбрунн и замок Теннеберг.

## Потомки
У Елизаветы Софии родилось 18 детей:
- Иоганн Эрнст (1638)
- Елизавета Доротея (1640—1709), замужем за ландграфом Гессен-Дармштадта Людвигом VI (1630—1678)
- Иоганн Эрнст (1641—1657)
- Кристиан (1642)
- София (1643—1657)
- Иоганн (1645—1657)
- Фридрих I (1646—1691), герцог Саксен-Гота-Альтенбургский, женат на принцессе Магдалене Сибилле Саксен-Вейсенфельсской (1648—1681), затем на принцессе Кристине Баден-Дурлахской (1645—1705)
- Альбрехт (1648—1699), герцог Саксен-Кобургский, женат на принцессе Марии Елизавете Брауншвейг-Вольфенбюттельской (1638—1687), затем на Сюзанне Елизавете Кемпинской (1643—1717), «графине Швизицкой и Альтенгофской»
- Бернгард I (1649—1706), герцог Саксен-Мейнингенский, женат на принцессе Марии Гедвиге Гессен-Дармштадтской (1647—1680), затем на принцессе Елизавете Элеоноре Брауншвейг-Вольфенбюттельской (1658—1729)
- Генрих (1650—1710), герцог Саксен-Рёмгильдский, женат на принцессе Марии Елизавете Гессен-Дармштадтской (1656—1715)
- Кристиан (1653—1707), герцог Саксен-Эйзенбергский, женат на принцессе Кристиане Саксен-Мерзебургской (1659—1679), затем на принцессе Софии Марии Гессен-Дармштадтской (1661—1712)
- Доротея Мария (1654—1682)
- Эрнст (1655—1715), герцог Саксен-Гильдбурггаузенский, женат на принцессе Софии Генриетте Вальдекской (1662—1702)
- Иоганн Филипп (1657)
- Иоганн Эрнст (1658—1729), герцог Саксен-Заальфельдский, женат на принцессе Софии Гедвиге Саксен-Мерзебургской (1660—1686), затем на графине Шарлотте Иоганне Вальдек-Вильдунгенской (1664—1699)
- Иоганна Елизавета (1660)
- Иоганн Филипп (1661—1662)
- София Елизавета (1663)